# Daniel Přibyl
Daniel Přibyl (* 18. prosince 1992 Písek) je bývalý český hokejový útočník, většinu kariéry strávil v týmu HC Sparta Praha v Tipsport extralize. Dne 25. června 2011 byl draftován v šestém kole draftu 2011 jako 168. celkově týmem Montreal Canadiens.
Po konci sezóny 2015/16, přestoupil coby volný hráč do týmu Calgary Flames, se kterým podepsal dvouletou nováčkovskou smlouvu.

## Statistiky

### Klubové statistiky
| Sezona            | Klub                  | Soutěž            | Základní část | Základní část | Základní část | Základní část | Základní část | Play off | Play off | Play off | Play off | Play off |
| Sezona            | Klub                  | Soutěž            | Z             | G             | A             | B             | TM            | Z        | G        | A        | B        | TM       |
| ----------------- | --------------------- | ----------------- | ------------- | ------------- | ------------- | ------------- | ------------- | -------- | -------- | -------- | -------- | -------- |
| 2010/11           | HC Sparta Praha       | Extraliga         | 3             | 0             | 0             | 0             | 0             | 4        | 2        | 1        | 3        | 0        |
| 2010/11           | HC Berounští Medvědi  | 1. liga           | 1             | 0             | 0             | 0             | 0             | —        | —        | —        | —        | —        |
| 2011/12           | HC Sparta Praha       | Extraliga         | 17            | 2             | 0             | 2             | 6             | —        | —        | —        | —        | —        |
| 2011/12           | HC Berounští Medvědi  | 1. liga           | 21            | 9             | 4             | 13            | 4             | 1        | 0        | 0        | 0        | 0        |
| 2012/13           | HC Sparta Praha       | Extraliga         | 42            | 12            | 10            | 22            | 10            | 6        | 0        | 0        | 0        | 4        |
| 2012/13           | HC Stadion Litoměřice | 1. liga           | 1             | 1             | 0             | 1             | 0             | —        | —        | —        | —        | —        |
| 2013/14           | HC Sparta Praha       | Extraliga         | 46            | 9             | 16            | 25            | 18            | 12       | 5        | 3        | 8        | 4        |
| 2014/15           | HC Sparta Praha       | Extraliga         | 21            | 8             | 7             | 15            | 14            | 10       | 1        | 4        | 5        | 8        |
| 2015/16           | HC Sparta Praha       | Extraliga         | 45            | 16            | 29            | 45            | 16            | 9        | 5        | 6        | 11       | 2        |
| 2016/17           | Stockton Heat         | AHL               | 33            | 5             | 10            | 15            | 4             | —        | —        | —        | —        | —        |
| 2017/18           | Stockton Heat         | AHL               | 0             | 0             | 0             | 0             | 0             | —        | —        | —        | —        | —        |
| 2018/19           | HC Sparta Praha       | Extraliga         | 0             | 0             | 0             | 0             | 0             | —        | —        | —        | —        | —        |
| 2019/20           | HC Sparta Praha       | Extraliga         | zraněn        | zraněn        | zraněn        | zraněn        | zraněn        | zraněn   | zraněn   | zraněn   | zraněn   | zraněn   |
| Extraliga celkově | Extraliga celkově     | Extraliga celkově | 174           | 47            | 62            | 109           | 64            | 41       | 13       | 14       | 27       | 18       |

### Reprezentační statistiky
| Rok             | Tým             | Událost         | Umístění        |   | Z | G | A | B | TM |
| --------------- | --------------- | --------------- | --------------- | - | - | - | - | - | -- |
| 2012            | Česko 20        | MSJ             | 5. místo        | 5 | 0 | 1 | 1 | 0 |    |
| Junioři celkově | Junioři celkově | Junioři celkově | Junioři celkově | 5 | 0 | 1 | 1 | 0 |    |